# Kriek

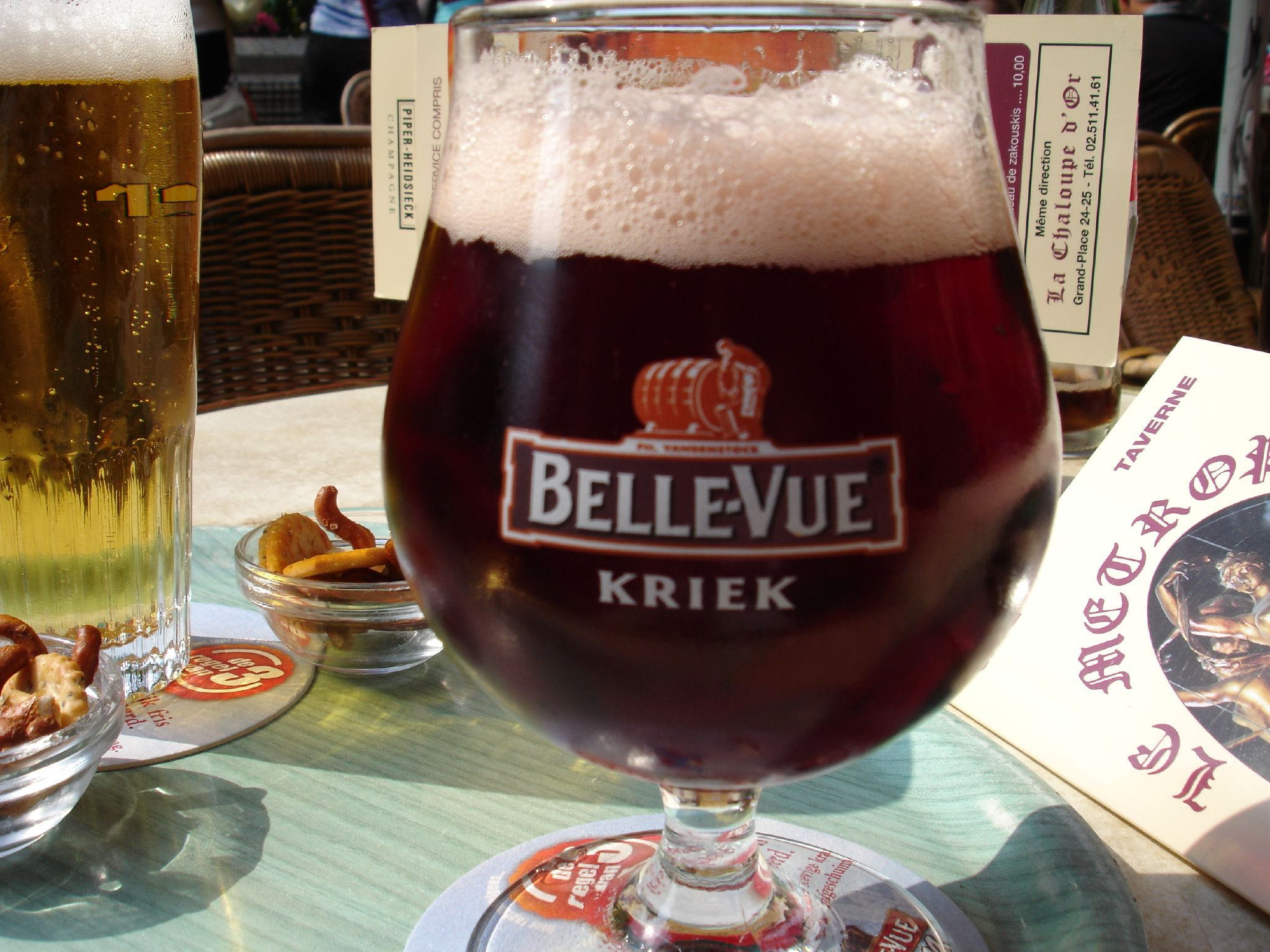

Kriek – belgijskie piwo fermentowane z udziałem wiśni. Kriek jest flamandzkim słowem będącym określeniem gatunku małych, ciemnych i gorzkich wiśni rosnących w Schaerbeek. Kiedy ta odmiana stała się trudno dostępna niektóre browary zaczęły zastępować kriek innymi gatunkami wiśni – częściowo lub całkowicie.
Tradycyjnie kriek jest robiony na bazie lambica lub flamandzkiego brązowego ale z dodatkiem wiśni razem z pestkami. Tradycyjny kriek na bazie lambica jest bardzo cierpki i wytrawny, wiśnie dodane i pozostawione na kilka miesięcy powodują ponowną fermentację z powodu zawartego w nich cukru, kriek zawdzięcza temu owocowy smak bez słodyczy. Po usunięciu resztek wiśni następuje proces dojrzewania piwa.
Coraz częściej niektóre browary dodają cukier do swoich owocowych piw aby uczynić je mniej intensywnymi i bardziej przystępnymi dla szerszej grupy odbiorców. Browary dodają także sok wiśniowy zamiast owoców i skracają czas dojrzewania.
Kriek jest szczególnie popularny w Belgii i Holandii.